# إين كورتيس
إين كيفين كورتيس (بالإنجليزية: Ian Curtis) (مانشستر, 15 تموز 1956 - 18 أيار 1980) مغن وكاتب غنائي أنجليزي، اشتهر في مجموعة جوي ديفيجن (Joy Division).
انتحر كورتيس بعد معاناته من الإكتئاب ومرض الصرع, في بداية جولة المجموعة في شمال أمريكا، مما أدى إلى حل المجموعة وتكوين مجموعة نيو أوردر (New Order).
عرف كورتيس بصوته الباريتوني، رقصته الفريدة وأغانيه التي تحكي مراحل حياته المميزة بالوحدة والكآبة والفراغ.

## الطفولة و الزواج
ولد كورتيس في مستشفى ستراتفورد، وتميز منذ صغره بولعه بالشعر، وبالرغم من ذلك لم يكن متفوقا في الدراسة.
بعد انقطاعه عن الدراسة، ركز كورتيس على الفن، الآداب وخاصة الشعر.
في 23 آب 1975، تزوج كورتيس ديبورا ودروف، كان يبلغ من العمر 19 سنة وكان عمرها 18 سنة. وأنجب إبنته الوحيدة ناتالي في 16 نيسان 1979.
تعرف كورتيس على أنيك أونوري بعد زواجه بديبورا، وكان لعلاقته بها تأثيرا كبيرا في شخصيته وحياته الزوجية خاصة بعد علم زوجته بتلك العلاقة.
حتى انتهى بها الأمر لطلب الطلاق وكان ذلك أحد أسباب انتحار كورتيس صبيحة يوم الأحد 18 أيار 1980.

## الأفلام التصويرية
في سنة 1995، أصدرت أرملته ديبورا كتاب يروي حياة كورتيس تحت عنوان Touching from a Distance: Ian Curtis and Joy Division. كما صدر فيلمان يجسدان الحياة التراجيدية للفنان وهما:
- فيلم 24Hour Party People سنة 2002
- فيلم Control سنة 2007 بطولة سام رايلاي وسامانثا مورتن, ولاقى الفيلم شهرة واسعة.

## روابط خارجية
- إين كورتيس على موقع IMDb (الإنجليزية)
- إين كورتيس على موقع الموسوعة البريطانية (الإنجليزية)
- إين كورتيس على موقع ميوزك برينز (الإنجليزية)
- إين كورتيس على موقع إن إن دي بي (الإنجليزية)
- إين كورتيس على موقع أول ميوزيك (الإنجليزية)
- إين كورتيس على موقع ديسكوغز (الإنجليزية)